# Сорокино (Красногвардейский район)
Сорокино — село в Красногвардейском районе Белгородской области. Входит в состав Верхнепокровского сельского поселения.

## География
Сорокино расположено в северо-восточной части Красногвардейского района. Рядом с селом протекает река Усердец. Находится в 19 километрах от райцентра Бирюча.

## История
Хутор Сорокин образовался в конце XVIII века. Основателем его был зажиточный крестьянин-однодворец Стефан Сорокин, переселенец из города Усерда. 
В 1859 году село — в составе Бирюченского уезда; насчитывает 90 дворов, 768 жителей (382 муж., 386 жен.).
В 1905 году в селе появилась деревянная церковь святителя Николая Чудотворца.
С июля 1928 года Сорокино находилось в Верхне-Покровском сельсовете Буденновского (Красногвардейского) района.
В августе 1942 года в село пришли венгерские оккупанты. В январе 1943 года Сорокино было освобождено. 
В 1991 году в селе был полностью восстановлен Свято-Никольский храм.

## Население
В 1890 году в Сорокино было 86 дворов, 642 жителя, 108 домов и построек, 3 «промышленных заведения» и торговая лавка. На 1 января 1932 года в Сорокино — 1306 жителей.

На 17 января 1979 года в селе — 961 житель, на 12 января 1989 года — 778 (348 муж., 430 жен.).
| 1859 | 1897 | 2002 | 2010 |
| ---- | ---- | ---- | ---- |
| 768  | ↗845 | ↘725 | ↘695 |